# Marie-Paule Schroeder
Marie-Paule Schroeder (Luxemburg-Stad 1956) is een Luxemburgs kunstschilder en docent.

## Leven en werk
Schroeder studeerde aan de Université des Sciences Humaines in Straatsburg (1975-1979). Ze was een aantal keren resident in de Cité Internationale des Arts in Parijs (1985, 1990, 1991) . Schroeder kreeg een aanstelling als docent aan het Athénée de Luxembourg. Ze woont en werkt afwisselend in Luxemburg en Brussel. Haar werk werd in de jaren 1980 onderscheiden op de Biennale des Jeunes in Esch-sur-Alzette, in 1991 was Schroeder de eerste ontvanger van de Prix d'art Robert Schuman.

## Onderscheidingen
- 1985 Premier Prix de la Critique op de Biennale des Jeunes in Esch-sur-Alzette.
- 1987 Deuxième Prix de la Biennale op de Biennale des Jeunes in Esch-sur-Alzette.
- 1989 Premier Prix de la Biennale op de Biennale des Jeunes in Esch-sur-Alzette.
- 1991 Prix d'Art Robert Schuman